# 马克斯·沃尔夫 (体操运动员)
马克斯·沃尔夫（英語：Max Wolf，？—？），美国男子竞技体操运动员。他曾获得1904年夏季奥运会体操比赛男子团体全能银牌。他也参加了另外三个个人小项，最好名次是第33名。